# سعيد أشتوك
سعيد بيزران, والمعروف باسم سعيد أشتوك (بالأمازيغية: ⵙⴰⵄⵉⴷ ⴰⵛⵜⵓⴽ) (ولد سنة 1925 بسيدي بوسحاب - توفي يوم 7 شتنبر 1989 بالرباط) كان شاعرا ومغنيا أمازيغيا مغربيا. كان يكتب أشعاره وبؤديها بلغته الأم تاشلحيت.

## حياته
ولد الرايس سعيد بيزران سنة 1925 بقرية بيزوران، قبيلة إدَاوْبوزيا التابعة للنفود الترابي سيدي بوسحاب بإقليم اشتوكة آيت باها ضمن جهة سوس ماسة بالمغرب. أخد اسم أشتوك من المنطقة التي ينتمي إليها، حيث أن أشتوك بالأمازيغية تقصد الشخص الذي ينتمي لمنطقة اشتوكة آيت باها. كان والده فقيها علمه القرآن والقراءة والكتابة في كتًاب القرية. دخل لفن ترويسة منذ طفولته وبدأت مواهبه تظهر حيث كان ينظم الشعر ويعزف علي آلة لوطار.
سنة 1958 انضم إلي فرقة الرايس حماد أمنتاك قبل أن يكوًن فيما بعد فرقته الخاصة ضمت عدة عازفين ومنشدين مثل رقية الدمسيرية وفاطمة تبعمرانت. غنى سعيد أشتوك خلال مسيرته لقضايا متعددة منها القضايا الإنسانية والاجتماعية والوطنية. سجل كل أغانيه عبر الأسطوانات أو الأشرطة، كما قام بعدة جولات سواء داخل المغرب أو خارجه للتواصل مع جمهوره.
وفي المجال السياسي، كان سعيد أشتوك أول فنان مغربي يلج ميدان السياسة كعضو سابق بالجماعة القروية لبلفاع، حيث مثل سكان المنطقة وخدم جماعتهم القروية.
ابنه محمد بيزران طبيب معروف بمنطقة سوس ماسة، حيث أنه هو طبيب فريق حسنية أكادير.
توفي سعيد أشتوك يوم 7 شتنبر 1989 بالرباط، وذلك نتيجة مرض عضال لم ينفع معه علاج.